# Institut national universitaire Jean-François-Champollion
L’institut national universitaire Jean-François-Champollion (INUC) est un établissement public de type scientifique, culturel et professionnel du nord-est Midi-Pyrénéen, placé sous la tutelle du ministère de l'Enseignement supérieur et de la Recherche.
Les enseignements sont dispensés sur les campus d’Albi (où se situe son siège), de Castres et de Rodez.

## Historique
Les antennes albigeoises historiques des universités toulousaines ont été créées dans le cadre du plan université 2000 lancé en 1991 par le gouvernement Rocard.
Le centre universitaire de formation et de recherche (CUFR) du Nord-Est Midi-Pyrénées est créé en 2002, sous le statut d’établissement public d'enseignement supérieur à caractère administratif. Il est placé sous la tutelle du ministre chargé de l'enseignement supérieur.
Le 1er décembre 2015, l’institut national universitaire Jean-François-Champollion (INUC) lui succède, avec le statut d’établissement public à caractère scientifique, culturel et professionnel. L’institut est associé à l’université fédérale de Toulouse Midi-Pyrénées.
Les bâtiments de l'INU sont ceux de l'ancienne caserne Lapérouse, le 15e régiment d'infanterie puis le 22e RIMA et l'État-Major de la Brigade parachutiste.

### Principaux responsables
François Drouin a été le premier président du CUFR.
Le centre a été dirigé successivement par :
- Guy Juanole, de 2002 à 2003 ;
- Augustin Martinez (administrateur provisoire), de septembre 2003[7] à 2004 ;
- Jean-Louis Darréon, du 23 janvier 2004[7] au 31 août 2010 ;
- Hervé Pingaud, du 1er septembre 2010[8] au 28 décembre 2014 ;
- Brigitte Pradin, du 29 décembre 2014[9] au 30 avril 2020 ;
- Christelle Farenc, à partir du 1er mai 2020[10].

## Enseignement et recherche

### Formations

#### Licences
La licence générale est délivrée dans plusieurs domaines qui se déclinent ensuite en mentions puis en spécialités
- la licence Sciences humaines et sociales (SHS) avec quatre mentions
- la licence Arts, lettres et langues (ALL) avec quatre mentions
- la licence Sciences, technologie, santé (STS) avec quatre mentions
- la licence Droit, économie, gestion (DEG) avec deux mentions
- la licence Sciences et techniques des activités physiques et sportives (STAPS) avec deux mentions

#### Licences professionnelles
La licence professionnelle est délivrée dans plusieurs domaines qui se déclinent ensuite en mentions puis en spécialités
- la licence professionnelle Sciences, Technologie, Santé (STS) avec quatre mentions
- la licence professionnelle Sciences et Techniques des Activités Physiques et Sportives (STAPS) avec trois mentions
- la licence professionnelle Droit, Économie, Gestion (DEG) avec deux mentions
- la licence professionnelle Arts, Lettres et Langues (ALL) avec une mention

#### Masters
De la même façon, le master est délivré dans plusieurs domaines qui se déclinent ensuite en mentions puis en spécialités et éventuellement en parcours
- le master Sciences Humaines et Sociales (SHS) avec quatre mentions
- le master Droit, Économie, Gestion (DEG) avec quatre mentions
- le master Sciences, Technologie, Santé (STS) avec trois mentions

#### Diplôme d'ingénieurs
L'école d'ingénieurs informatique et système d'information pour la santé (ISIS), basée à Castres est l'une des 204 écoles d'ingénieurs françaises accréditées au 1er septembre 2020 à délivrer un diplôme d'ingénieur.

### Recherche
Les équipes de recherches de l'INUC :
- Diagnostic des plasmas hors équilibre (DPHE) ;
- Biochimie et toxicologie des substances bioactives (BTSB) ;
- Informatique et systèmes d’information pour la santé (ISIS) ;
- Physiologie de la posture et du mouvement (POM) ;
- Serious Game Research Lab (SGRL) ;
- Politiques publiques, environnement et sociétés (PPES) ;
- Sciences de la cognition, technologie, ergonomie (SCOTE) ;
- Textes, contextes, frontières (TCF) ;
- Groupe de recherche juridique d'Albi (GREJA) ;
- Équipe interdisciplinaire en activités physiques (EIAP).

## Réussite des étudiants
En 2017, l'INU Champollion est classé premier des établissements universitaires de France pour le passage de la licence 1 à la licence 2 en un an. 

## Vie étudiante

### Syndicats et organisations étudiantes
L'Université compte trois principaux syndicats étudiants : Étudiant-e-s CGT 81 (gauche), l'UEC Albi (union des étudiants communistes) et la Cocarde étudiante  Albi (extrême-droite).

### Associations étudiantes
L'université compte aussi de nombreuses associations étudiantes, regroupées dans le bâtiment Pascal Ambic, et qui animent la vie de campus (notamment un festival annuel "Complot sur le campus"). 

### Évolution démographique
Évolution démographique de la population universitaire 

| 2002  | 2003  | 2004  | 2005  | 2006  | 2007  | 2008  | 2009  |
| ----- | ----- | ----- | ----- | ----- | ----- | ----- | ----- |
| 2 074 | 2 093 | 2 440 | 2 506 | 2 599 | 2 553 | 2 484 | 2 707 |

| 2010  | 2011  | 2015  | 2018  | - | - | - | - |
| ----- | ----- | ----- | ----- | - | - | - | - |
| 2 837 | 2 980 | 3 939 | 3 835 | - | - | - | - |

### Textes réglementaires
- Décret no 2002-522 du 16 avril 2002 relatif au centre universitaire de formation et de recherche du Nord-Est Midi-Pyrénées Jean-François-Champollion
- Décret no 2015-1496 du 18 novembre 2015 relatif à l'Institut national universitaire Jean-François-Champollion